# Gagetown (Novo Brunswick)
Gagetown é uma vila localizada no Condado de Queens na província canadense de New Brunswick, no leste do Canadá.